# Armée nationale ukrainienne

Symbole de l'armée nationale ukrainienne

Ne doit pas être confondu avec Armée populaire ukrainienne.
L'Armée nationale ukrainienne fut la branche armée du Comité national ukrainien du général Pavlo Chandrouk. Cette unité comprenait le groupe Spéciale B, les cosaques libres ukrainiens, l'Armée de libération de l'Ukraine ainsi que la division SS Galicie. L'UNA avait début 1945 50 000 hommes répartis en 2 divisions ukrainiennes. Elle avait de mauvaises relations avec l'Armée Vlassov.
Créée le 17 mars 1945 à Weimar, elle est subordonnée au comité national ukrainien. Elle sera dissoute le 7 mai 1945 à la capitulation de l'Allemagne nazie.